# Children of Bodom
Children of Bodom a fost o formație finlandeză de melodic death metal cu inspirații în power metal, symphonic metal și black metal, fondată în Espoo, Finlanda, în 1993. Trupa era constituită din chitaristul și vocalistul Alexi Laiho, Roope Latvala (chitara ritmică), Janne Wirman (clape), Henkka Seppalä (bas) și Jaska Raatikainen (baterie). Children of Bodom au lansat opt albume studio, două albume live, două EP-uri si un DVD.
Genul abordat de trupa era un amestec intre mai multe stiluri de muzica: Death metal melodic, Black metal, Progressive metal și Thrash metal.

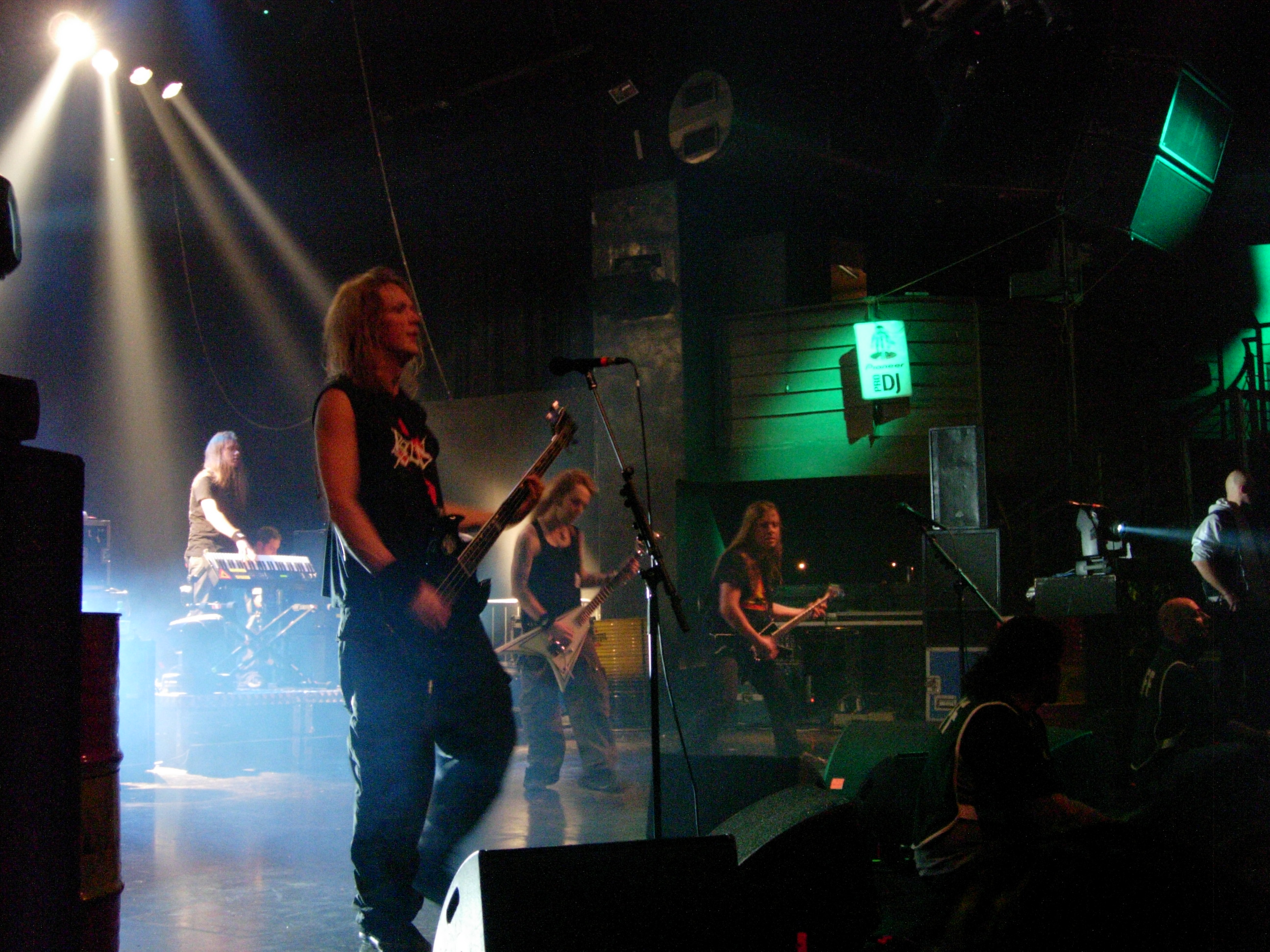
Children of Bodom în concert la Milano în 2006. In spate Janne Wirman, apoi în prim-plan de la stânga la dreapta: Henkka "Blacksmith" Seppälä, Alexi Laiho și Roope Latvala

## Discografie

### Albume de studio
- Something Wild  (1997)
- Hatebreeder  (1999)
- Tokyo Warhearts  (1999)
- Follow the Reaper (2000)
- Hate Crew Deathroll  (2003)
- Bestbreeder  (2003)
- Are You Dead Yet?  (2005)
- Chaos Ridden Years – Stockholm Knockout Live  (2006)
- Blooddrunk (2008)
- Skeletons in the Closet  (2009)
- Relentless Reckless Forever (2011)
- Halo of Blood (2013)
- I Worship Chaos (2015)
- Holiday at Lake Bodom
- Hexed (2019)